# Виш
Виш је насеље у општини Даниловград у Црној Гори. Према попису из 2003. било је 110 становника (према попису из 1991. било је 83 становника).

## Демографија
У насељу Виш живи 75 пунолетних становника, а просечна старост становништва износи 40,2 година (40,2 код мушкараца и 40,1 код жена). У насељу има 33 домаћинства, а просечан број чланова по домаћинству је 3,33.
Ово насеље је углавном насељено Црногорцима (према попису из 2003. године).
|  |

| Демографија | Демографија | Демографија |
| Година      | Становника  | Становника  |
| ----------- | ----------- | ----------- |
|             |             |             |
|             |             |             |
|             |             |             |
|             |             |             |
| 1948.       | 230         |             |
| 1953.       | 248         |             |
| 1961.       | 173         |             |
| 1971.       | 157         |             |
| 1981.       | 103         |             |
| 1991.       | 83          | 83          |
| 2003.       | 110         | 110         |
|             |             |             |

| Етнички састав према попису из 2003.‍ | Етнички састав према попису из 2003.‍ | Етнички састав према попису из 2003.‍ | Етнички састав према попису из 2003.‍ | Етнички састав према попису из 2003.‍ |
| ------------------------------------ | ------------------------------------ | ------------------------------------ | ------------------------------------ | ------------------------------------ |
|                                      |                                      |                                      |                                      |                                      |
| Црногорци                            | Црногорци                            |                                      | 93                                   | 84,54%                               |
| Срби                                 | Срби                                 |                                      | 5                                    | 4,54%                                |
| Македонци                            | Македонци                            |                                      | 1                                    | 0,90%                                |
| непознато                            | непознато                            |                                      | 11                                   | 10,0%                                |

| Година пописа     | 1948. | 1953. | 1961. | 1971. | 1981. | 1991. | 2003. |
| ----------------- | ----- | ----- | ----- | ----- | ----- | ----- | ----- |
| Број домаћинстава | 50    | 63    | 43    | 46    | 31    | 29    | 33    |

| Број чланова      | 1  | 2  | 3 | 4 | 5 | 6 | 7 | 8 | 9 | 10 и више | Просек |
| ----------------- | -- | -- | - | - | - | - | - | - | - | --------- | ------ |
| Број домаћинстава | 33 | 10 | 9 | 2 | 1 | 4 | 1 | 4 | 0 | 2         | 0      |

| Пол    | Укупно | Неожењен/Неудата | Ожењен/Удата | Удовац/Удовица | Разведен/Разведена | Непознато |
| ------ | ------ | ---------------- | ------------ | -------------- | ------------------ | --------- |
| Мушки  | 38     | 10               | 27           | 1              | 0                  | 0         |
| Женски | 38     | 4                | 33           | 1              | 0                  | 0         |
| УКУПНО | 76     | 14               | 60           | 2              | 0                  | 0         |

| Пол    | Укупно                    | Пољопривреда, лов и шумарство | Рибарство                            | Вађење руде и камена | Прерађивачка индустрија       |
| ------ | ------------------------- | ----------------------------- | ------------------------------------ | -------------------- | ----------------------------- |
| Мушки  | 11                        | 0                             | 0                                    | 0                    | 2                             |
| Женски | 6                         | 1                             | 0                                    | 0                    | 0                             |
| УКУПНО | 17                        | 1                             | 0                                    | 0                    | 2                             |
| Пол    | Производња и снабдевање   | Грађевинарство                | Трговина                             | Хотели и ресторани   | Саобраћај, складиштење и везе |
| Мушки  | 1                         | 1                             | 0                                    | 0                    | 3                             |
| Женски | 3                         | 0                             | 0                                    | 1                    | 0                             |
| УКУПНО | 4                         | 1                             | 0                                    | 1                    | 3                             |
| Пол    | Финансијско посредовање   | Некретнине                    | Државна управа и одбрана             | Образовање           | Здравствени и социјални рад   |
| Мушки  | 0                         | 0                             | 2                                    | 0                    | 0                             |
| Женски | 0                         | 0                             | 0                                    | 1                    | 0                             |
| УКУПНО | 0                         | 0                             | 2                                    | 1                    | 0                             |
| Пол    | Остале услужне активности | Приватна домаћинства          | Екстериторијалне организације и тела | Непознато            | Непознато                     |
| Мушки  | 2                         | 0                             | 0                                    | 0                    | 0                             |
| Женски | 0                         | 0                             | 0                                    | 0                    | 0                             |
| УКУПНО | 2                         | 0                             | 0                                    | 0                    | 0                             |